# Міжнаукова асоціація Альберти
Міжнаукова асоціація Альберти (англ. Alberta Interscience Association) — це некомерційна організація, заснована в місті Едмонтон, провінція Альберта, у 2009 році. Alberta Interscience Association має різні програми для дорослих, молоді та дітей.

## Місцеві рослини Альберти
Разом зі школою Ліліан Осборн (Lillian Osborne High School) Alberta Interscience Association підтримує сад місцевих рослин Альберти. Сад місцевих рослин школи Ліліан Осборн був відкритий 9 червня 2010 року, для поширенню знань про місцеві рослин Альберти через екологічну освіту, щоб підтримати їх захист, і підготувати науково-дослідницькі і природоохоронні проекти. З 2012 року сад місцевих рослин Ліліан Осборн має близько 1000 різних видів рослин. У саду є сови, кролики та інші дикі тварини, для яких створене середовище проживання, і які можуть бути використані студентами у своїх дослідженнях з багатьох предметів. На своєму вебсайті Alberta Interscience Association опублікувала також основні інструкції для тих, хто хотів би почати свій власний сад місцевих рослин. Для того, щоб надати студентам базові знання про місцеві рослин та підтримувати їх популяцію, Alberta Interscience Association організувала Interscience Summer Camp (літній табір) в банку насіння на фермі Бед Рок, у якому потім студенти беруть участь у проекті з озеленення, який відбувається в одній зі спільнот Едмонтону.

## Молодіжні програми

### Руський освітній центр в Едмонтоні. Акредитована руська школа в Едмонтоні
Руський освітній центр був заснований в липні 2010 року. Центр підтримується професійними викладачами і відданими учасниками спільноти. Однією з його цілей є збереження руської мови і культури в руській громаді і сприяння її розвитку в мультикультурному канадському суспільстві. У центрі студенти вивчають не тільки руську мову, а й руську літературу та історію. Руська школа Центру офіційно акредитована для викладання руської мови. Деякі зі студентів продовжують навчання після 12 класу в літніх курсах з руської мови та культури в Університеті Вашингтона, де вони вивчають творчість Олександра Пушкіна, Миколи Гоголя, А. П. Чехова, Корнія Чуковського, Олександр Вампілова та багатьох інших.

### Нагорода герцога Единбургського
Alberta Interscience Association координує групу молодих людей (14 — 25 років), які є зареєстрованими учасниками програми нагороди герцога Единбургського. Ця програма охоплює школи, коледжі, університети, молодіжні клуби, церкви, повітряно військові сили країни, сухопутну армію та курсантів морського корпусу, скаутів, дівчат-гідів і хокейні клуби. Багато молодих членів Alberta Interscience Association були нагороджені бронзовими, срібними і золотими медалями герцога Единбургського.

### БалЙоганна Штрауса
З 2007 року члени Alberta Interscience Association беруть участь у щорічному балі Йоганна Штрауса, який організується в Едмонтоні Фондом Йоганна Штрауса для підтримки музикантів міста, та їх подальшого музичного навчання в Австрії. Щороку на балу Йоганна Штрауса проводиться вечір бальних танців з вишуканою кухнею і прекрасною музикою. Для відвідання офіційного сайту і придбання квитків, будь ласка натисніть на наступне посилання: http://www.johannstrauss.ca/ball.html. Alberta Interscience Association підтримує таку гідну основу для збагачення спільноти Едмонтона.

### Волонтерство
Члени Alberta Interscience Association регулярно беруть участь у волонтерській діяльності в університеті Альберти, Королівському музей Альберти, TIM, театральній Цитадель, Fringe Festival в Едмонтоні, і т. д.

## Музеї і бібліотеки

### Музей спорту
Спортивний розділ музею Alberta Interscience Association присвячений легендарній серії ігор 1972 року з хокею між Канадою та СРСР і був відкритий в 2012 році в ознаменування 40-річного ювілею.

### Віртуальний музей Миколи Зелінського
Віртуальний музей знаменитого руського хіміка, винахідника протигаза Зелінського, почав своє існування в червні 2014 року, напередодні столітнього ювілею Першої світової війни. Колекція включає в себе книги, фотографії та відео, пов'язані з М. Зелінським і його сім'єю, а також вебпосилання на музей Зелінського в Москві і Тирасполі. Віртуальний музей створений і розроблений у співпраці з фондом Зелінського.
Alberta Interscience Association постійно підтримує виставки книг, статей і фотографій, пов'язаних з М. Зелінським і членами його родини.

### Національні костюми
Alberta Interscience Association підтримує постійну виставку руських національних костюмів і традиційних ляльок.

### Бібліотека
Бібліотека Alberta Interscience Association містить більше 20000 примірників різних видвнь, більша частина з яких в цифровому форматі на 12 мовах — англійською, французькою, руською, українською, болгарською, і т. д. Серед них: книги з історії, культури та релігії, навчанню, художньої літератури для дорослих та дітей.

## Міжнародні проекти

### «Між Алексом і Сашою»
У 2010 році Шохей Міяджима з університету Кейо (Японія) прибув в Едмонтон, щоб зробити документальний фільм про руську громаду в Едмонтоні. Його зустріли та всіляко допомагали члени Alberta Interscience, і серед учасників документального фільму було багато членів Association. Фільм «Між Алексом і Сашою» був з успіхом представлений в Канаді та Японії. За словами режисера, його метою було «змінити (…) упередження про іммігрантів, знімаючи здорову, багату, культурою і дуже освічену спільноту.»

### Міжнародний день рідної мови
Як член International and Heritage Languages Association (Міжнародна асоціація мовної спадщини), руський навчальний центр є одним з організаторів і учасників щорічного святкування Міжнародного дня рідної мови в Едмонтоні. У 2015 році святкування міжнародного дня рідної мови в Едмонтоні був офіційно проголошений мером міста Доном Айверсоном та головою міської ради Амарджиита Сохі.

### Всесвітній день культури
У 2013 і 2014 рр. Alberta Interscience Association організувала святкування Всесвітнього дня культури (15 квітня — річниця Пакту Реріха) в Едмонтоні. Святкування в 2014 році було організовано спільно з Теософським суспільством Едмонтона. У 2015 році Association взяла участь у створені документального фільму про Миколу Реріха і Пакту Реріха у рамках Міжнародного Тижня університету Альберти.

## Освіта для дорослих
Іншою метою Alberta Interscience Association є допомога новоприбувшим до Канади, щоб швидше адаптуватися в новому житті. Interscience пропонує курси англійської мови та комп'ютерні класи для дорослих. Ці програми фінансуються Edmonton Community Adult Learning Association (Асоціація спільнот Едмонтона навчання дорослих, ECALA) і вони є безкоштовними для іммігрантів та канадських громадян. Викладачі та члени Alberta Interscience Association вважають, що здатність розуміти різні мови — це внесок у мовне різноманіття суспільства, особисте задоволення, та можливість краще розбиратися в людях, які належать до різних культур та світів.